# تاریخچه شهر برنساید

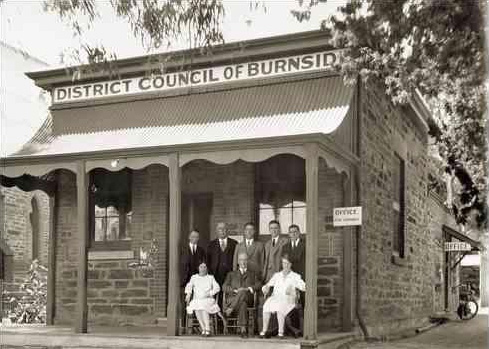
اتاق‌های قدیمی شورای منطقه ای برنساید در سال ۱۹۲۸ (ساخته شده در سال ۱۸۶۹)

تاریخچه شهر برنساید، منطقه ای از دولت محلی در ناحیه شهر آدلاید، سه قرن عمر دارد. قبل از استقرار اروپایی‌ها، ساکنان برنساید در کاورنا که در طول زمستان در اطراف نهرهای رود تورنس و در تابستان در تپه‌های آدلاید ساکن بودند.
زود پس از استعمار انگلیس در استرالیای جنوبی در سال ۱۸۳۶، شهرک نشینان شروع به دست آوردن املاک در کوهپایه‌های واقع در شرق شهر آدلاید کردند. روستای مگیل در سال ۱۸۳۸ تقسیم شد. مرد اسکاتلندی به نام پیتر اندرسون، که به همراه خانواده اش اولین مهاجران رسمی در منطقه ای بودند که اکنون به نام حومه برنساید شناخته می‌شود در سال ۱۸۳۹، منطقه را به دلیل موقعیت ملک خود در نزدیکی دومین نهر نامگذاری شده (در اسکاتلندی، «سوختگی» به معنای نهر یا رودخانه است) روستای برنساید اندکی بعد تأسیس شد و شورای منطقه برنساید در سال ۱۸۵۶ تحت فشار روزنامه قرار گرفت و خود را از شورای بزرگتر منطقه تورنس شرقی جدا کرد. ستون اصلی اقتصاد اولیه برنساید باغداری، استخراج معادن و باغات زیتون بود. گلن اسموند از ذخایر معدنی قابل توجهی افتخار می‌کرد و باغ‌های انگور در مگیل و استونیفل تأسیس شده بوند.
اتاق‌های شورای فعلی در سال ۱۹۲۶ در توسور ساخته شد. شورا در سال ۱۹۳۵ به شهرداری تبدیل شد. با رشد و توسعه قوی در سراسر منطقه، برنساید به عنوان یک شهر در سال ۱۹۳۵ اعلام شد. دهه ۱۹۶۰ یک کتابخانه عمومی و یک مرکز شنا به برن ساید آورد. هر دو بین سال‌های ۱۹۹۷ و ۲۰۰۱ بیشتر توسعه و ارتقا یافتند.

## روستاهای اولیه
دهکده کنزینگتون تنها ۲۹ ماه پس از تأسیس استرالیای جنوبی در ماه می ۱۸۳۹ تأسیس شد. این روستا در درجه اول کشاورزی بود و با روستای نزدیک نوروود ارتباط نزدیکی داشت. این دو روستا در سال ۱۸۵۳ یکی از اولین شهرداری‌های آدلاید را با عنوان شهر نوروود و کنزینگتون تشکیل دادند و به شهر نوروود پینهام سنت پترز امروزی تبدیل شدند. بخشهایی از کنزینگتون که اکنون عضوی از برنساید هستند، در حومه باغهای کنزینگتون و پارک کنزینگتون هستند. دهکده مکگیل (بعداً مگیل) برای اولین بار به عنوان ۵۲۴ جریب فرنگی (۲٫۱ کیلومتر مربع) املاک ماگگیل، متعلق به دو مرد اسکاتلندی - رابرت کوک و ویلیام فرگوسن - که در مسیر اچ‌ام‌اس بوفالو در مسیر مستعمره جدید تأسیس ملاقات کردند. این نام به نام متولی خانم کوک، دیوید ام مک گیل نامگذاری شد. فرگوسن، متهم به کشاورزی در املاک و مستغلات، خانه ملک را در سال ۱۸۳۸ ساخت. به زودی پس از شروع کشاورزی، این دو روستا کمبود بودجه داشتند و بنابراین مگیل اولین دهکده کوهپایه ای بود که تقسیم شد. دهکده گلن اسموند توسط دو مهاجر کورنیشی با کشف نقره و سرب در دامنه‌های کوه اوسموند ارتباط داشت. با کشف آنها از مواد معدنی، این مستعمره درآمد ارزشمندی از صادرات فراهم کرد، در زمانی که اقتصاد اولیه استرالیای جنوبی هنوز ایجاد نشده بود و با ورشکستگی روبرو نبود. جورج گاولر، فرماندار استرالیای جنوبی، از کشف اولیه بازدید کرد و اولین معدن، معدن گاولر، به افتخار وی نامگذاری شد. ویل گاولر در دهه ۱۸۴۰ به خارج از کشور صادر می‌کرد و پس از خرید چندین معدن توسط یک تاجر آلمانی، مهاجران اولیه کورنیش و سپس مهاجران آلمان را استخدام می‌کرد. دهکده اولیه یک شخصیت کورنیشی قوی و بعداً یک شخصیت آلمانی به خود گرفت. با شروع هجوم طلا در سال ۱۸۵۱ در مستعمره همسایه ویکتوریا ، استخراج معدن کاهش یافت.
خانواده اندرسون اولین کسانی بود که با ورود به سال ۱۸۳۹ زمینی را که قرار بود به روستای برنساید تبدیل شود، مستقر شدند. پیتر اندرسون نام این ملک را به دلیل موقعیت مکانی آن در کنار دومین نهر ("سوختگی" به معنای نهر در اسکاتلندی است) نامگذاری کرد. آنها گواهی نامه‌های شخصیت خوب از اسکاتلند، تجربه کشاورزی ارزشمند و ۳۰۰۰ پوند (۲۵۹٬۳۱۲ پوند در سال ۲۰۱۸) را با خود آورده‌اند. با این وجود، الگوهای کشاورزی در اسکاتلند با آنتی پادها بسیار متفاوت بود و خانواده موفق به سازگاری نشد. اندرسون‌ها در سال ۱۸۴۷ به دره مورفیت رفتند و زمین‌های خود را فروختند و خانه خود را رها کردند. ویلیام رندل، خریدار زمین اندرسون، به زودی در سال ۱۸۴۹ تصمیم به ساخت روستایی در ملک جدید خود گرفت. او نقشه‌بردار و ناتان هایلز را برای ساختن دهکده جدید استخدام کرد. هایلز هم متعجب شد و هم ناامید وقتی متوجه شد که قبلاً آنجا محل سکونت بوده و الان ترک شده - مخصوصاً از زمان رشد و انطباق شاخ و برگ‌های اروپایی با منطقه -. اولین دهکده‌هایی که در منطقه تأسیس شدند، دهکده‌های گلن اوسموند، مگیل و کنزینگتون برای مدتی هنگام اعلام دهکده جدید برنساید وجود داشته‌اند. دهکده جدید از موقعیت خوبی برای رشد برخوردار بود. به دو معبر اصلی برنساید (گلینبرن فعلی) و جاده گرین هیل محدود شده بود و از مزیت نزدیکی از دومین نهر برخوردار بود. این روستا به زودی ساکنان را به خود جلب کرد. برخی از آنها مردمان ثروتمند آدلاید بودند و در دامنه کوه املاک می‌ساختند و برخی دیگر بیشتر به کار زمین مشغول بودند. این روستا در تبلیغات توسط هایلز در سال ۱۸۵۰ با عنوان "برنساید زیباً همراه با مزایای "آب روان دائمی، منظره گسترده و متنوع، خاک غنی باغبانی و سنگ ساختمانی خوب" توصیف شد که یک مسیر مستقیم، تازهٔ باز و بدون نقص به آدلاید ارائه می‌دهد "

## تأسیس شوراهای منطقه
روستاهایی که قرار بود به شورای منطقه برنساید تبدیل شوند، در اصل در شورای منطقه تورنس شرقی بودند که ۱۵۹ کیلومتر مربع (۶۱ مایل مربع) تحت پوشش خود داشت. تورنس شرقی از شمال با رودخانه تورنس، از شرق با تپه‌های آدلاید، از جنوب با جاده کوه بارکر و از غرب با پارکلندهای آدلاید همسایه بود. شورای منطقه ای تورنس شرقی در تاریخ ۲۶ می ۱۸۵۳ توسط فرماندار هنری یانگ طبق مقررات قانون شوراهای منطقه ۱۸۵۲ اعلام شد. فرماندار پنج مشاور ابتدایی را طبق قانون تعیین کرد: دکتر دیوید وارک، جیمز کابلدلیک، چارلز بونی، دانیل فرگوسن و جورج مولر. بونی علاوه بر مشاور بودن، مستعمره مستعمرات سرزمین‌های تاج هم بود. مشاوران برای اولین بار در هتل جهانی وان در مگیل در ۱۲ ژوئن ۱۸۵۳ ملاقات کردند. برنامه‌های اولیه برای بررسی و ارزیابی منطقه شورا و جمع‌آوری هزینه‌های مجوز و مالیات طبق قانون شوراها در نظر گرفته شد.
تی بی پنفولد از مگیل، یک کاپیتان سابق، قرار بود به عنوان اولین بخشدار و جمع‌کننده در ۱ ژانویه ۱۸۵۴. در ۴ ژانویه ۱۸۵۴ رأی‌گیری بود که در آن نرخ دهندگان تصمیم می‌گیرند که چه مبلغی را به شورا بپردازند (یک شیلینگ تا یک پوند). تصمیم گرفته شده بود که موسسات خیریه، مدارس و کلیساها از نرخ بهره معاف شوند. در سال ۱۸۵۵ جمعیت منطقه ۳۷۰۵ نفر بود که هزار نفر بیشتر از شهر مجاور کنزینگتون و نوروود بود. تورنس بزرگ شرقی استوار مانند کنزینگتون و نوروود ثابت نشد. پرداخت کنندگان از اینکه پولشان کجا می‌رفت ناامید شده بودند. مشاوران دولت بودجه ای برای فعالیت مؤثر نداشتند و منافع منطقه به‌طور گسترده‌ای تغییر کرد. این منطقه در ۱۴ اوت ۱۸۵۶ به سه قسمت تقسیم شد. شورای منطقه پینهام از شمال غربی تورنس شرقی جدا شد و شورای ناحیه برنساید با جدایی در ۱۵٫۹ کیلومتر مربع (۶٫۱ مایل مربع) قسمت جنوب غربی تورنس شرقی ساخته شد. شورای شرقی تورنس در سال ۱۸۵۸ با جدایی شورای منطقه کارگران تقسیم شد.

## دهه ۱۸۶۰ تا ۱۹۰۰
شورای جدید منطقه برنساید اولین جلسه خود را در مسافرخانه گرینگیت، توسمور در ۱۹ اوت ۱۸۵۶ برگزار کرد. با توجه به زمانی که برای انتخاب مشاوران جدید انتخاب شد، این شورا دوباره در تاریخ ۲۹ دسامبر برگزار شد. دکتر کریستوفر پنفولد، رئیس، با بقیه نمایندگان در آنجا ملاقات کرد: دانیل فرگوسن از گلنونگا، الکساندر فرگوسن از مونریت، جان تاونسند از مگیل و جیمز گریل از بل وو. در این زمان بود که کنت تاون تصمیم گرفت که به بخشی از برنساید تبدیل نشود و در عوض درخواست ورود به شرکت‌های بزرگ کنزینگتون و نوروود را داد. قرار بود این شورا تا دسامبر ۱۸۶۹، زمانی که اولین اتاق‌های شورا ساخته شود، در مسافرخانه یا خانه فرگوسن تشکیل جلسه دهند. با این حال، این کشور همچنان قادر به فعالیت و انجام تعهدات خود طبق قانون دولت محلی ۱۸۵۲ بود. این موارد شامل مدیریت جاده‌های جزئی، مدیریت مجوزهای کشتارگاه و خانه‌های عمومی و جلوگیری از گسترش خار مضر اسکاچ بود. شورا همچنین موظف شد، با اقدامی متفاوت در سال ۱۸۵۱، آموزش را تشویق کند. بعد از تشکیل شورا فعالیت‌های زیادی در جاده‌ها و پل‌ها اتفاق افتاد - ساکنان اولیه از هجوم توسعه و ساخت و سازهایی که اتفاق افتاده بود متعجب بودند. در همان زمان، شورا تقریباً تحت تأثیر میزان کار درخواستی قرار داشت و مجبور شد هنگام ساختن پل در منطقه خود، از مأموران پرداخت نرخ کمک مالی بخواهد.
بیشتر تاریخ برنساید توسط موسساتی مشاهده و ثبت شده‌است که بخشی مهم از زندگی ساکنان آن باقی مانده‌است: مدرسه و کلیسا. اولین مدرسه ای که در این منطقه افتتاح شد در سال ۱۸۴۶ در مگیل بود، قبل از یک سیستم آموزشی مناسب در سراسر کشور. مدرسه ابتدایی مگیل در نوامبر ۱۸۵۵ بزرگ شد، زمانی که ۳۸ پسر و ۲۹ دختر ثبت نام کردند. آنها فقط توسط یک استاد به خواندن، نوشتن، حساب، دستور زبان، جغرافیا، تاریخ، طراحی و آواز آموزش داده شدند. تا سال ۱۸۶۵ دو معلم وجود داشت. مدرسه ابتدایی گلن آسموند در اکتبر ۱۸۵۸ تأسیس شد، پیش از مؤسسه گلن اسموند، مرکزی برای بحث و یادگیری جامعه. دبستان برنساید در سال ۱۸۷۲ ساخته شد و کار خود را از یک مؤسسه خصوصی اختصاص داد. این مدارس ابتدایی، در غیاب کتابخانه‌های مناسب و موسسات مشابه مجموعه بزرگی از کتاب‌ها و نوشته‌ها را از اهالی شهر دریافت کردند. ساکنان همچنین از مدارس برای بحث‌های مکرر و داغ دربارهٔ آینده ایالت و منطقه استفاده می‌کردند و این بحث‌ها اغلب افراد زیادی را به خود جلب می‌کرد. با این حال، حتی با این روحیه فکری، جمعیت بزرگسال هنوز در زمینه آموزش نسبتاً محروم بودند. انگیزه برای یادگیری ادامه داشت تا زمانی که جنگ بوئر بیشتر بر فعالیت بدنی و شایستگی در جامعه تأکید کرد. تا حدودی عجیب، این پیشرفت فعالیت آموخته شده در مرکز سنتی برنساید در نزدیکی توسور، جایی که اتاق‌های کنونی شورای، مرکز جامعه و کتابخانه در آن واقع شده‌است، تکرار نشد.
در سال ۱۸۷۱، برنساید رشد چشمگیری داشت. حالا ترکیبی از روستاها بود که از جمعیت متوسط به میزان ۱۵۵۷ نفر پشتیبانی می‌کرد. برای مقایسه، کنزینگتون-نوروود، اگرچه مساحت کوچکتری داشت، اما به ۵۱۳۲ نفر رسیده بود. گلن آسموند، که پس از گسترش استخراج معادن تحت تأثیر رشد چشمگیر خود قرار داشت، بزرگترین مرکز تک جمعیت با ۳۴۳ نفر ساکن بود. شورای ناحیه همچنین در دسامبر ۱۸۶۹ اولین اتاقهای شورایی خود را ساخت و سرانجام توافق جلسه غیرمترقبه را منعقد کرد. دو روستا، پارک بئولا (شمال کنزینگتون) و ایستوود بین سالهای ۱۸۷۰ و ۱۸۸۰ رونق رشد و توسعه جمعیت را تجربه کردند، هم مسکن مهاجران جدید را فراهم کردند و هم سرمایه‌گذاری برای مؤسسه ثروتمند آدلاید. بیمارستان پارکساید (اکنون گلن ساید)، یک پناهگاه بهداشت روان در سال ۱۸۶۶ برای جایگزینی یک ساختمان شلوغ در پارکلندز ساخته شد. این بنا در محوطه ای با نمای زیبا ساخته شد و یک بنای معماری اولیه برنساید است. در سال ۱۸۸۱ توماس کوپر شروع به تهیه اولین آبجو با نام تجاری استرالیای جنوبی، «کوپرس»، در لیبروک کرد. در طی این دوران، استونیفل نیز شاهد توسعه اقتصادی بود. معدن بزرگ آن در سال ۱۸۶۷ دست به دست شد و شرکت زیتون استونیفل در سال ۱۸۷۳ تأسیس شد. اواخر قرن نوزدهم زمان قابل توجهی از پیشرفت در برنساید بود. این تحول، در دهه گذشته، دهه ۱۸۹۰، ناگهان پایان یافت، زمانی که رکود اقتصاد استرالیا را پس از دهه‌ها گسترش بی پروا، متضرر کرد و به شدت به برنساید ضربه زد.

## اوایل قرن بیستم

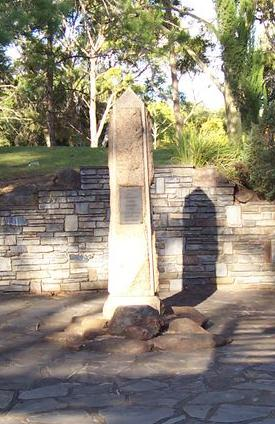
بنای یادبود اوبلیسک یادبودهای برنساید که در جنگ جهانی اول افتاده‌است، واقع در پارک هازلوود

با شروع قرن بیستم، برنساید شهرنشین می‌شد. جادوها هنوز در سراسر منطقه پراکنده بودند اما روستاها به‌طور مداوم در حال رشد بودند. باغ توراک، دالویچ و سایر روستاهای نزدیک شهر مورد حمله روزنامه‌ها قرار گرفتند و به شهرک‌ها باز شدند و اکنون به عنوان حومه شهر تبلیغ می‌شوند، و از زمان‌های قبلی حرکت می‌کنند. تا سال ۱۹۲۰، شورای منطقه ۱۷۰۰۰ نفر جمعیت داشت و در ۴۰۰۰ خانه زندگی می‌کردند. ده درصد بودجه ۶۰٬۰۰۰ پوندی مربوط به پرداخت‌های شرکت‌های تجاری بود، در حالی که مابقی هزینه‌های پرداخت کنندگان نرخ بودجه بود. دولت استرالیای جنوبی قوانین بیشتری را در رابطه با دولت محلی، به ویژه قانون برنامه‌ریزی شهری ۱۹۲۰ و قانون ساختمان ۱۹۲۳ وضع کرده‌است. اینها مسئولیت بیشتری را به شوراها اختصاص می‌دادند، اما در زمانی که به ان نیاز داشته باشند. آدلاید به تدریج در حال گسترش بود. مشاوران برنساید به دولت ایالتی توصیه کردند که استراحتگاه‌های تفریحی را به دست آورد و آنها را مدیریت کند. یک کیوسک در آبشار گولی و پارک حفاظت موریالتا با این توصیه ایجاد شد. روزنامه‌های آدلاید در پاسخ به طرح‌های پیچیده سبز و کاشت درخت برنساید مورد توجه قرار گرفتند. این شورا درختان کهنسال را حفظ و تقریباً سالانه ۵۰۰ درخت کاشت. یک مشاور برنساید، هس ملبورن، در این دوره مورد ستایش قرار گرفت. او به دلیل کمبود بودجه در دوران رکود بزرگ ، پول خود را صرف خرید ذخایر و زمین برای ساکنان کرد. وی ریاست بودجه‌های کم اما معقول و نظارت بر کاشت درختان و شاخ و برگ‌ها را برای زیباسازی شهر را بر عهده داشت. گوردون آلن، یکی از ساکنان محلی، که جانشین ملبورن به عنوان مشاور شد، ملبورن را اینگونه توصیف کرد: «هیچ شورایی هرگز مرد بهتری نداشته‌است.» ملبورن همچنین بر ساخت زمین گلف مونت اوسموند نظارت داشت، اما دیدگاه وی در مورد ساختن یک باشگاه کشوری هرگز محقق نشد.

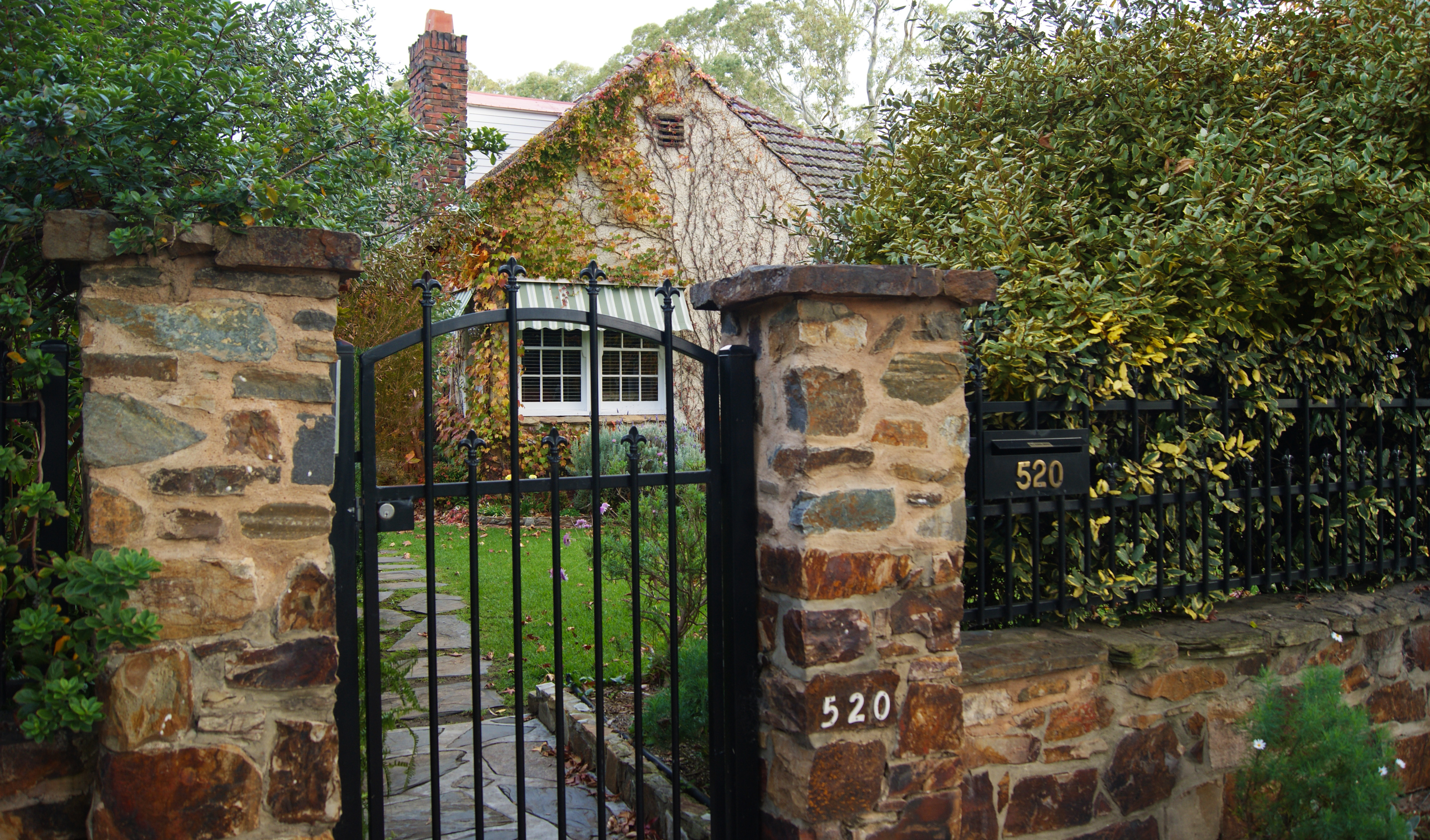
خانه ای پس از جنگ در بورن ساید

محدودیت‌های توسعه قبل از منطقه صورت هیلز در دهه ۱۹۲۰ ایجاد شد. شورا موظف به رعایت نکات دقیق بود. سال ۱۹۲۸ ساختمانی با اتاقهای بزرگ جدید شورای در نبش جاده گرین هیل و پورتروش مشاهده می‌شد. آنها هنوز هم در حال استفاده هستند. سیل در سال ۱۹۳۱ آبشار گولی را ویران کرد. برنساید به رشد خود ادامه داد. در سال ۱۹۳۵ شورای منطقه برنساید به شهرداری برنساید تبدیل شد. تا سال ۱۹۴۱، فقط ۴۰۱ جریب فرنگی (۱٫۶ کیلومتر مربع) تحت کشت باقی مانده‌است.

## پس از جنگ تا دهه ۱۹۷۰
در سال ۱۹۴۵، بیشتر قسمتهایی که پارک حفاظت کللند امروزی را تشکیل می‌دهد، توسط دولت ایالتی خریداری شد، بخش عمده ای از آن به دلیل تلاش‌های لابی پروفسور جان کللند بود. بعداً بیشتر این سرزمین، از جمله ناحیه آبشار گولی، در سال ۱۹۶۳ ترکیب شد و پارک ایجاد کرد که از شرق به سمت تپه‌ها تا قله کوه لوفتی و از شمال تا جاده گرین هیل گسترش می‌یافت. طی سال ۱۹۴۳، شهرداری برنساید به عنوان شهر برنساید اعلام شد.

بسیاری از پسران برنساید در جنگهای جهانی یک و دو جنگیدند؛ در بازگشت از یادبودها و به ویژه نام اولین بیمارستان اجتماعی برنساید تجلیل شدند. بیمارستان یادبود جنگ برنساید در آوریل ۱۹۴۹ در باغهای توراک افتتاح شد که در خانه ای اهدا شده توسط یکی از ساکنان محلی، اتو ون ریبن ساخته شده بود. نام فعلی در سال ۱۹۵۶ به تصویب رسیده‌است. یادبودهای افتادگان را می‌توان در سراسر برنساید یافت. در پارک هزل وود روبروی مرکز شنا، در مدارس و کلیساها، در محل ذخیره. مانند بسیاری از استرالیا، برنساید نیز به عبارت " مبادا فراموش نکنیم " که در بسیاری از یادبودهای ساخته شده توسط جامعه نقش بسته‌است، صادق بود. در پارک رز در خیابان الکساندرا، یک یادمان بزرگ و مجسمه یک سرباز نیروی شاهنشاهی استرالیا با پلاک وجود دارد: "به یاد افتادگان: جنگ جهانی دوم، کره، ویتنام ". پس از ورود به خانه، سربازان چندین باشگاه لیگ خدمات برگشتی را در شهر برنساید تشکیل دادند.
هنگامی که استرالیا در سال ۱۹۵۱ جشن بزرگ طلایی فدراسیون استرالیا را جشن گرفت، ساکنان برنساید به این جشن‌ها پیوستند و در سال ۱۹۵۶ صد سالگی شهر خود را گرامی داشتند. رونق اقتصادی و نوزادی پس از جنگ تحت دولت پلیفورد شاهد رشد برنساید با سرعتی چشمگیر بود. از ۲۷۹۴۲ نفر جمعیت در سال ۱۹۴۷، به ۳۸۷۶۸ نفر در سال ۱۹۶۱ افزایش یافت. همان‌طور که حومه شهرها مزارع باقیمانده را می‌بلعیدند، سال ۱۹۵۳ ساختمان یک سالن اجتماعات عمومی را در سال ،۱۹۶۵ یک جایگاه بزرگ المپیک را دید. هر دو در پارک کنزینگتون. در سال ۱۹۶۳ پارک حفاظت کللنند در مرزهای شرقی برنساید تأسیس شد.
سیستم جاده ای برنساید در طی دهه ۱۹۶۰ و ۱۹۷۰ از طریق برنامه‌های راه‌سازی تحت حمایت دولت به‌طور کامل قیر گرفت. همچنین برنامه‌هایی برای جایگزینی جاده پر پیچ و خم و خطرناک کوه بارکر ارائه شد. یکی از این پیشنهادات بزرگراه کرفرز برنساید بود که به شدت مورد حمایت شورا قرار گرفت. پیش‌بینی می‌شد با رسیدن به پارک هازلوود، جاده گرین هیل را ترک کنند. سپس قرار بود از پارک هزلوود و بیومونت عبور کرده و در اطراف تپه‌های ابشار گولی باد بزنیم و سپس از عقاب در تپه عبور کنیم تا با کرفرز روبرو شویم. شورای برنساید تلاش زیادی برای ارائه این پیشنهاد کرد، خیابان لیندن (که از شمال غربی به جنوب شرق می‌رود) را برای آماده‌سازی بزرگراه گسترش داد. سرانجام این پیشنهاد به نفع به روزرسانی کوه بارکر رد شد و خیابان لیندن همچنان یک جاده بزرگ خارج از مکان بود که از طریق یک حومه مسالمت آمیز عبور می‌کرد. 

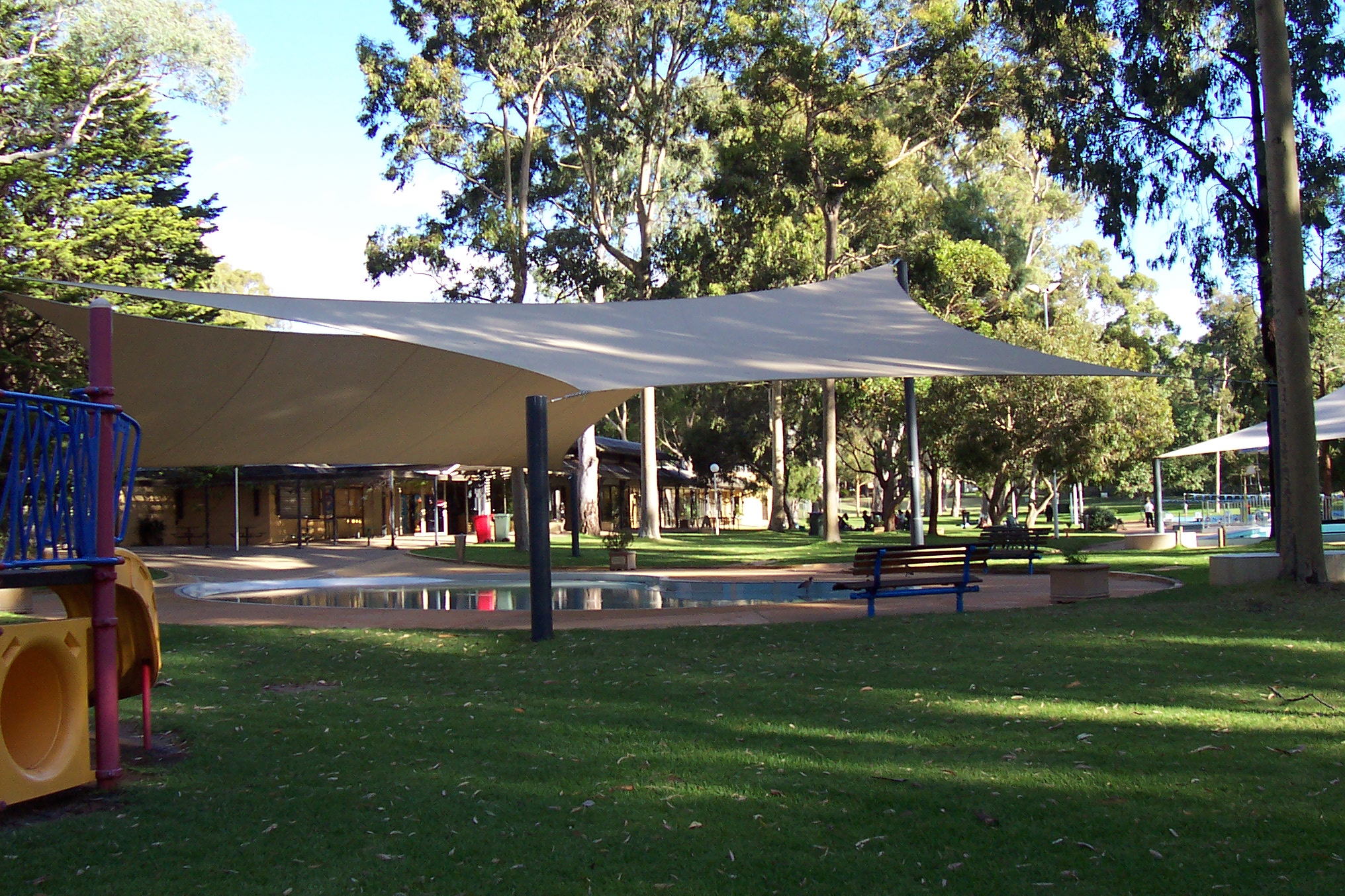
مرکز شنا در پارک هازل وود

برنساید پس از اولین پیشنهاد در فوریه ۱۹۵۹، با مجموعه ای از ۷۸۰۰ کتاب در سال ۱۹۶۱ یک کتابخانه عمومی به دست آورد. هزینه تأسیس کتابخانه برای ساکنان از زمان تصویب قانون کتابخانه‌ها در سال ۱۹۵۵ مقرون به صرفه بود. مرکز شنای برن ساید در سال ۱۹۶۶ افتتاح شد. مرکز شنا یک پروژه حیوان خانگی شهردار وقت جورج بولتون بود، که دید بزرگی در مورد آنچه که می‌خواست پارک هازلوود، جایی که مرکز باید در آن واقع شود، داشت. بولتون در سال ۱۹۶۴ هنگامی که برای اولین بار از این ایده رونمایی شد با مخالفت عمومی بی‌سابقه ای روبرو شد. جمعیت سالخورده قابل توجهی در برنساید (۱۵٪) کاملاً مخالف این ایده بودند، و این بدان معناست که هجوم مشکلات و سر و صدا به سختی ارزش تلاش را دارد. هزینه ۷۵۰۰۰ پوند (۱٬۵۳۰٬۰۰۰ پوند از ۲۰۲۱) تخمین زده شد. در حالی که معماران به دلیل مقیاس توسعه پیشنهادی استعفا می‌دادند و تعدادی از ساکنان در جنگ بودند، روزنامه‌های آدلاید توپ داشتند. کاریکاتوریست‌ها در طول سال ۱۹۶۴ بسیاری از کاریکاتورهای روزانه خود را صرف پوشش این شکست کردند. با ناموفق بودن نظرسنجی در تصمیم‌گیری دربارهٔ سرنوشت ایده در ۲۴ مارس، ساندی میل عنوان «برنساید به استخر شنا نه می‌گوید» را انتشار می‌کند. شهردار بولتون از نتیجه دلگیر نبود. او ایده خود را پیش برد و در دسامبر برنامه‌های جدیدی را اعلام کرد. پس از یک کمپین عمومی قوی و تغییرات جزئی در پروژه، یک نظرسنجی در فوریه ۱۹۶۵ به شدت به نفع این ایده رأی داد. شهردار در نبرد خود پیروز شد و به افتخار وی مرکز شنا را جورج بولتون نامگذاری کردند.
شورای برنساید در سال ۱۹۶۷ درمورد یک هدف بلند پروازانه تصمیم گرفتند: به ازای هر ۱۰۰۰ نفر جمعیت، پنج هکتار از ذخایر باید کنار گذاشته شود. با هدف دستیابی به این هدف، شورا پارک هزل وود را از دولت ایالت خریداری کرد ، کنترل ببیومونت با اصلاحیه ۱۹۷۳ در قانون دولت محلی و بخشهایی از کوه اوسماند از بخش بزرگراه‌ها بدست آمد. قبل از ورود به مالکیت شورا، پارک هزل وود قرار بود تحت ابتکار دولت تقسیم شود. وقتی شورا این موضوع را شنید، پیشنهادهایی برای تصاحب مالکیت ارائه داد و سند در سال ۱۹۶۴ منتقل شد. این شورا تنها پس از گفتگو با نخست‌وزیر توماس پلیفورد چهارم این امر را مدیریت کرد.

## دهه ۱۹۸۰ تا ۲۰۱۰

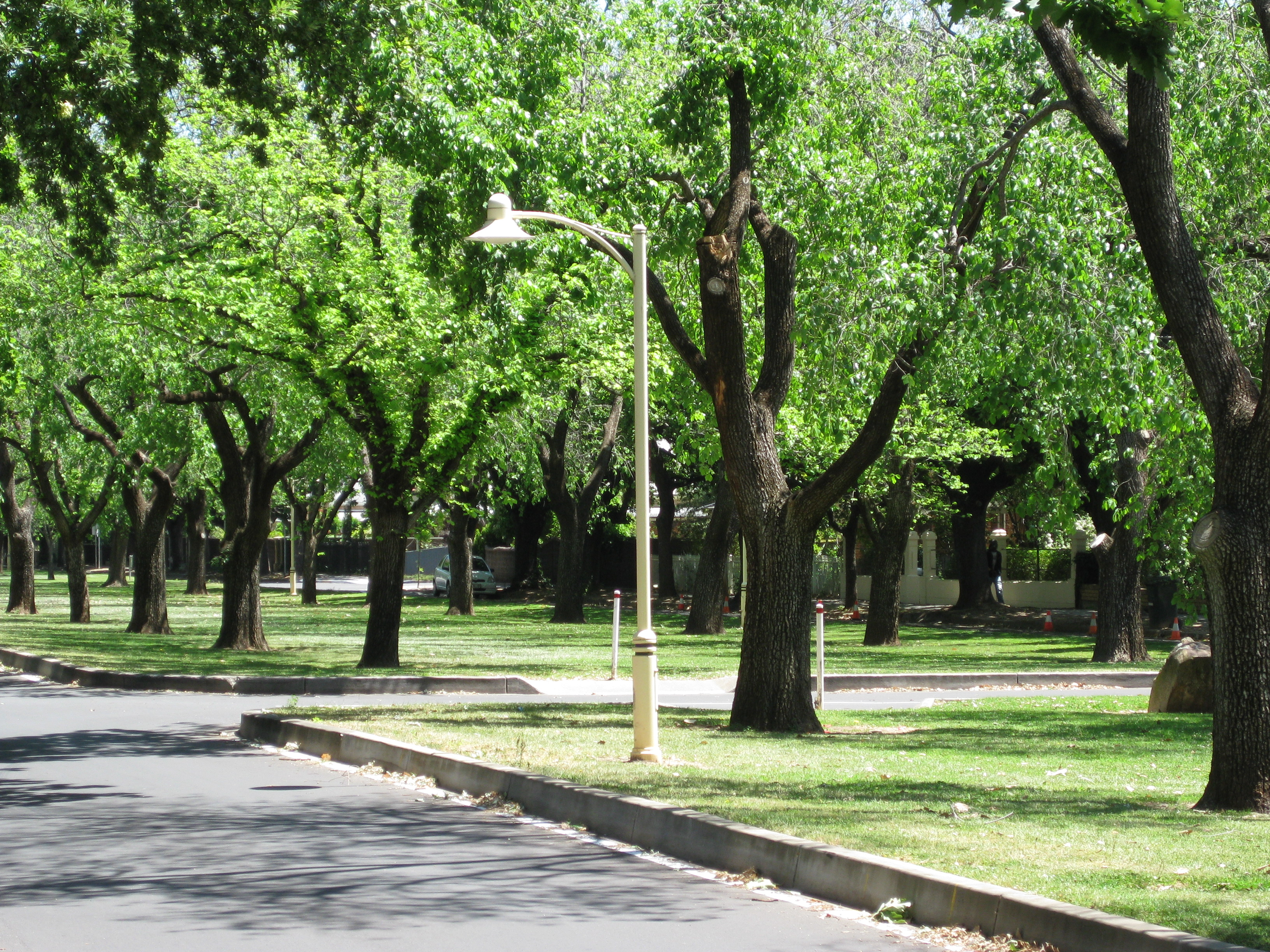
خیابان اسکندریه، پارک رز

در سال ۱۹۸۲ و در مجاورت اتاق‌های شورا، یک مرکز اجتماعی ساخته شد که در مجاورت کتابخانه بود. کل مجموعه شوراها همراه با ارتقا از مرکز شنای برنساید ابتدا در سال ۱۹۹۶ به روز شد. در سال ۲۰۰۱ بروزرسانی‌های بعدی انجام شد و نتیجه آن ایجاد یک کتابخانه و مرکز اجتماع مدرن برای ساکنان بود.
برنساید در سال ۱۹۹۳ با استفاده از رنگ‌های سبز و بنفش، نشان جدید شورای خود را توسعه داد. رنگ سبز نشان دهنده پارکها و ذخایر سرسبز در برنساید و بنفش نمایانگر درختان برجسته جاکاراندا است.
حومه شرقی و تپه‌های آدلاید هیل از اسکای و اولدانا در سال ۱۹۹۹ در برنساید ادغام شدند. کوپرز بروری در سال ۲۰۰۱ از لیبروک نقل مکان کرد و دوباره به پارک رجنسی نقل مکان کرد. محلات قبلی کوپرز به دهکده ای برای بازنشستگی تبدیل شد.